# هری یاتس (بازیکن فوتبال، زاده ۱۸۶۱)
هری ریچارد یاتس (زاده اوت ۱۸۶۱–۱۹۳۲) یک فوتبالیست انگلیسی بود که در لیگ فوتبال برای استون ویلا و والسال بازی کرد.

## دوران حرفه‌ای
یاتس در اولین فصل لیگ فوتبال انگلیس ۸۹–۱۸۸۸ بازی کرد. او اولین بازی خود در لیگ را در ۸ سپتامبر ۱۸۸۸ در دادلی رود، ولورهمپتون، که در آن زمان خانه ولورهمپتون واندررز بود، انجام داد. یاتس در نیمه راست در تیمی بازی کرد که ۱-۱ مساوی کرد. یاتس ۱۳ بازی از ۲۲ بازی لیگ را انجام داد. به عنوان یک هافبک کناری، او در خط میانی بازی کرد که در سه نوبت به پیروزی بزرگی دست یافت. یاتس با وزن ۱۴ استون به عنوان "توبی یتس" شناخته می‌شد و به عنوان بال دفاعی بازی می‌کرد. یاتس به استون ویلا کمک کرد تا در لیگ به مقام دوم برسد.
زمانی که استون ویلا در سال ۱۸۸۷ با نتیجه ۲-۰ وست برومویچ آلبیون را شکست داد، او یکی از اعضای تیم قهرمان جام حذفی بود.